# Mantova Calcio a 5
Il Mantova Calcio a 5 Società Sportiva Dilettantistica a responsabilità limitata è una società di calcio a 5 italiana con sede a Mantova.

## Storia
La società nasce da un gruppo di amici con la passione del calcio a 5. Dopo qualche anno passato nei campionati organizzati dagli enti di promozione sportiva, la voglia di diffondere questo sport tra i giovani proponendolo come valida alternativa ad altre discipline presenti sul territorio mantovano, fa sì che nel giugno 2014 la società assuma la denominazione attuale di Mantova calcio a 5, prima e unica squadra di futsal della Città di Mantova. La squadra anche grazie al patrocinio del comune di Mantova, si iscrive al campionato di serie D FIGC, centrando subito alla sua prima apparizione una storica promozione in serie C2. La disciplina inizia a diffondersi tra i giovani, tanto che la società oltre alla prima squadra iscritta al campionato di serie C FIGC, visto il boom di richieste (nessuna squadra a Mantova fa calcio a cinque giovanile), forma una seconda squadra di ragazzi nati dal 1995 al 2000. La presenza della squadra giovanile nella palestra del quartiere Lunetta, fa si che molti giovani inizino ad avvicinarsi con curiosità e passione a questo sport, tanto che anche senza prendere parte a partite ufficiali, sono molti i ragazzi del posto che anziché disperdere il loro tempo, si allenano la sera durante la settimana con la squadra giovanile.  Nel 2016 frattanto arriva la seconda promozione consecutiva e la società sbarca in serie C1, dove ancora una volta ha un ruolo da protagonista ed ai play off nazionali si aggiudica l’ennesima promozione la terza consecutiva, conquistando sei vittorie di fila, mettendo in riga formazioni blasonate come Rimini e Rosta Torino, un record che la lancia alla ribalta del campionato nazionale di serie B, come una delle società più giovani e vincenti del futsal italiano. Nella stagione 2017/2018 al via la squadra in serie B nazionale, l’Under 19 nazionale e novità assoluta, tutta l’attività di base delle annate 2008-2009-2010 che prenderà parte ai rispettivi campionati provinciali. Al termine della stagione ancora tramite i play off arriva la quarta promozione e sbarco nella seconda serie nazionale la serie A2, senza farsi mancare la conquista della coppa disciplina come squadra più corretta dell’intera serie B. Stagione 2018/2019 forse la più bella e ricca di emozioni, con un’altra cavalcata entusiasmante arriva la quinta promozione di fila ancora attraverso i play off e record assoluto per gli sport di squadra, di ogni disciplina dove mai nessuno aveva centrato una sequela di cinque promozioni consecutive. Nei play off sconfitti rispettivamente il Città di Sestu e il Cassano, con trionfo al Neolu’ straripante di pubblico, il tutto condito da ancora una Coppa Disciplina. Il resto è storia di oggi con la squadra in serie A per la quarta volta in undici anni di storia.. Tra i riconoscimenti squadra mantovana dell’anno 2017 e 2018, premio LND per i brillanti risultati raggiunti.

## Cronistoria
| Cronistoria del Mantova C5 |
| --- |
| - 2014 · Fondazione del Mantova C5. - 2014-15 · 1ª nel girone A di Serie D del Veneto. Promossa in Serie C2. - 2015-16 · 2ª nel girone A di Serie C2 del Veneto. Promossa in Serie C1. Vincitrice dei play-off. - 2016-17 · 2ª nel girone C1 della Lombardia. Promossa in Serie B. Vincitrice dei play-off nazionali. - 2017-18 · 2ª nel girone B di Serie B. Promossa in Serie A2. Vincitrice del 2º turno dei play-off. 1º turno di Coppa Italia di Serie B. 2º turno di Coppa della Divisione. - 2018-19 · 2ª nel girone A di Serie A2. Promossa in Serie A. Vincitrice dei play-off. 1º turno di Coppa Italia di Serie A2. 3º turno di Coppa della Divisione. - 2019-20 · 9ª nel campionato di Serie A. 4º turno di Coppa della Divisione. - 2020-21 · 11ª nel campionato di Serie A. Retrocessa in Serie A2. Sconfitta nei play-out dall'Aniene. Turno preliminare di Coppa Italia. - 2021-22 · Disputa il girone A di Serie A2. 1º turno di Coppa Italia di Serie A2. Perde la semifinale play off per la promozione in serie A. - 2022-23 Inserita nel girone B di Serie A2. semifinale di Coppa della Divisione. - 2023-24 Ripescata in serie A retrocessa in Serie A2 elite. - 2024-2025 Vince la serie A2 elite girone A. Promossa in Serie A. |

## Partecipazione ai campionati
| Livello | Categoria      | Partecipazioni | Debutto   | Ultima stagione |
| ------- | -------------- | -------------- | --------- | --------------- |
| 1°      | Serie A        | 3              | 2019-2020 | 2023-2024       |
| 2°      | Serie A2 elite | 1              | 2024-2025 | 2024-2025       |
| 3°      | Serie A2       | 3              | 2018-2019 | 2022-2023       |
| 4°      | Serie B        | 1              | 2017-2018 | 2017-2018       |
| 5º      | Serie C1       | 1              | 2016-2017 | 2016-2017       |
| 6º      | Serie C2       | 1              | 2015-2016 | 2015-2016       |
| 7º      | Serie D        | 1              | 2014-2015 | 2014-2015       |